# Calle Ayacucho (Formosa)
La calle Ayacucho, es una importante calle de la Ciudad de Formosa. Es la calle nº 69 del microcentro, y lleva el nombre de la decisiva batalla que marcó la Independencia Americana, en 1824, la batalla de Ayacucho.

## Historia
La calle es creada con el mismo nombre actual, en 1879. En 1905 se instala la fábrica azucarera del Sr. Pedro Bonaccio, sobre esta calle, y también sobre las siguientes: Paraguay, avenida Napoleón Uriburu, San Martín, Santa Fé y Entre Ríos. La zona comercial se fue ampliando sobre dicha zona, y con los años, la ciudad fue creciendo, y también se extendió para el lado Oeste.

## Recorrido
La calle nace su recorrido, en la calle San Martín, aunque 200 metros antes esta calle continúa con el nombre de Ayacucho Este cruzándose con Entre Ríos y Rogelio Nieves . Retomando, nace en la calle San Martín, y termina su recorrido en la calle Egildo Tarascone, al 5.000. Sobre dicho recorrido, en el microcentro, se interseca con las siguientes calles:
- San Martín, donde nace
- Belgrano
- Rivadavia
- Moreno
- Deán Funes
- Padre Patiño
- Mitre
- Eva Perón
- Fontana
- Av. 9 de Julio
- Sarmiento
- Julio A. Roca
- Córdoba
- Fortín Yunká
- Libertad
- Jujuy
- Padre Grotti y la avenida Pantaleón Gómez.